# Paul Arendt (Schauspieler)
Paul Arendt (17. Mai 1853 in Potsdam – 21. April 1940 in Schwerin) war ein deutscher Theaterschauspieler.

## Leben
Arendt war der Sohn eines preußischen Beamten. Nachdem er in dem zuerst erwählten kaufmännischen Beruf keine Befriedigung gefunden hatte, entschloss er sich 1877, die Bühnenlaufbahn einzuschlagen. Ohne dramatischen Unterricht genossen zu haben, debütierte er 1877 als „Reimann“ in Hypochonder in Glogau, kam 1878 ans Stadttheater Aachen (Antrittsrolle „Schiller“ in Carlschülern), 1879 ans Stadttheater in Stettin, 1881 nach Würzburg, 1882 ans Wiener Stadttheater und trat 1883 in den Verband des Hoftheaters in Schwerin. Dort wirkte er bis 1910 und spielte etwa Johan Tønnesen in Ibsens Stützen der Gesellschaft und Torvald Helmer in Nora oder Ein Puppenheim. Sein Lebensweg danach ist unbekannt.
Verheiratet war er mit Hedwig Simmer.